# Авария на Балтийском вокзале (Санкт-Петербург)
Авария на Балтийском вокзале в Санкт-Петербурге произошла в понедельник 11 ноября 2002 года в 10 часов утра. Находясь на ремонте в депо недалеко от вокзала, электропоезд без машиниста неожиданно пришёл в движение и, самостоятельно доехав до вокзала, вылетел на распределительную пассажирскую площадь перед зданием вокзала, где находились пассажиры, ожидавшие посадки. В результате происшествия погибло 4 и было ранено 9 человек.

## Хронология событий
Электропоезд ЭР2-1280 (10 вагонов, вес 484 т, построен в мае 1982 года, депо приписки ТЧ-20 Санкт-Петербург- Финляндский) прибыл в депо ТЧ-15 Санкт-Петербург-Балтийский 24 сентября 2002 года для прохождения текущего ремонта (ТР-3). 10 октября основные работы были завершены, но из-за неготовности отдельного внутрикузовного оборудования электропоезд находился в отстое. На 11 ноября была назначена обкатка состава после ремонта. Её поручили провести машинисту Н. А. Бугаеву и помощнику машиниста О. С. Акимову, которые заступили на работу в 8 утра, а также ремонтной бригаде. ЭР2-1280 в этот момент находился на 2-м парковом пути и был закреплён от ухода одним тормозным башмаком под первой колёсной парой со стороны вокзала.

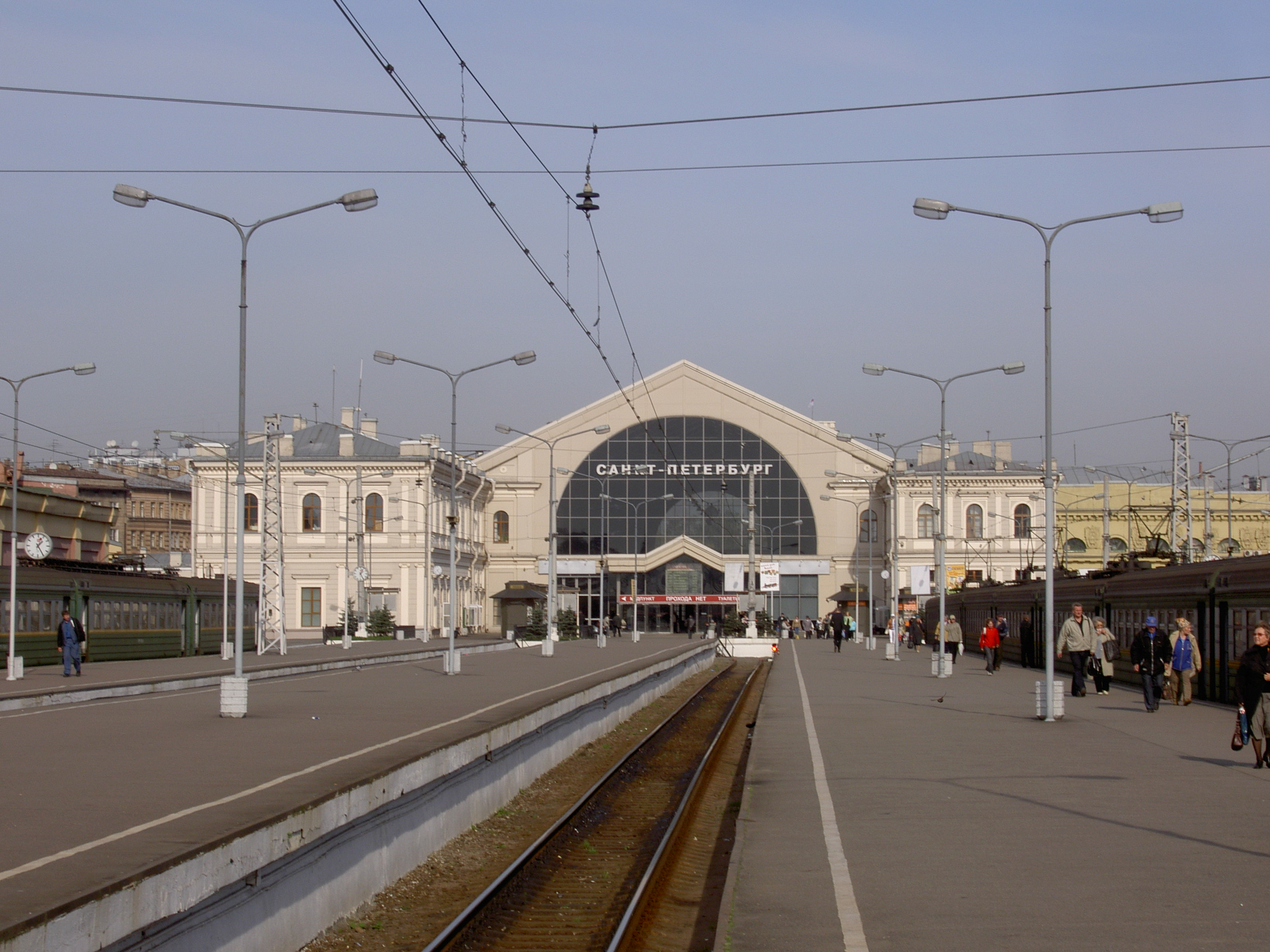
Вид на Балтийский вокзал. Слева виден электропоезд, стоящий на 2-м пути

Зашедший в кабину слесарь Н. С. Шапичев, превысив свои должностные обязанности, самовольно поднял токоприёмники и запустил вспомогательные машины, после чего принялся ремонтировать цепи электрического отопления. Подошедший вскоре машинист Бугаев вошёл в хвостовую кабину (дальнюю от вокзала), где обнаружил не установленные блоки радиостанции и неисправный манометр тормозной магистрали. Покинув электропоезд, который продолжал оставаться во включённом состоянии, машинист направился в депо. Ремонтная бригада, закончив ремонт электрических цепей, также покинула электропоезд. В составе на тот момент оставался лишь слесарь С. А. Мартынов, который проверял пневматическое оборудование.
Неожиданно в 10:15 электропоезд самопроизвольно пришёл в движение. Тормоза в этот момент были отпущены, а одного тормозного башмака было недостаточно, чтобы остановить поезд с суммарной мощностью тяговых электродвигателей более трёх с половиной тысяч киловатт. Электропоезд проехал около десятка метров до стрелочного перевода № 117, где на крестовине тормозной башмак выбросило из-под колёсной пары. Не сдерживаемый теперь ничем, неуправляемый электропоезд взрезал стрелочный перевод № 120, а затем стрелочные переводы № 54 и 53, после чего выехал на 1-й парковый путь. Находящийся в одном из вагонов слесарь Мартынов запаниковал и, вместо того чтобы сорвать стоп-кран, побежал в хвостовую кабину. Тем временем, ЭР2-1280 проехал маневровый светофор с запрещающим показанием, взрезал стрелочный перевод и выехал на маршрут, подготовленный для пригородного поезда № 6326 и ведущий на 2-й путь Балтийского вокзала. Подъезжающий к станции поезд № 6326 Гатчина — Санкт-Петербург успел остановиться перед внезапно перекрывшимся входным светофором, тем самым избежав столкновения с неуправляемым составом, который теперь ехал прямо на вокзал. Пассажиры на платформе, увидев заезжающий на 2-й путь электропоезд, не подозревая об опасности, подошли к маршрутному табло перед ним, надеясь узнать о станции назначения, куда поезд должен был ехать вскоре после прибытия. За минуту до этого на соседний 1-й путь прибыл пригородный поезд Калище — Санкт-Петербург, и из его вагонов высаживались пассажиры. В 10:17 неуправляемый ЭР2-1280 на скорости 41 км/ч врезался в земляную тупиковую призму, разрушив её, сбил опору контактной сети и маршрутное табло, после чего двумя вагонами выехал на перрон прямо на находившихся там в это время людей.

## Последствия
В результате трагедии под колёсами электропоезда погибли 4 человека (девушка 16 лет, женщина 55 лет и двое мужчин 69 и 27 лет) и 9 получили ранения. До устранения последствий аварии вокзал был закрыт, а электропоезда отправлялись от станции Броневая и остановочного пункта Ленинский Проспект. К вечеру ремонтные работы на вокзале были завершены, в 16:40 движение электропоездов до вокзала было восстановлено. Железнодорожная ассоциация страховых обществ (ЖАСО) выплатила компенсации раненым 15 тысяч рублей, а семьям погибших 25 тысяч рублей. Общая сумма компенсаций составила 235 тысяч рублей.
Вскоре парковые пути всех вокзалов Санкт-Петербурга были оборудованы сбрасывающими остряками, которые предотвращают несанкционированный выезд составов на перрон, а ряд руководителей-железнодорожников были значительно понижены в должностях. В частности, начальником депо ТЧ-15 Санкт-Петербург-Балтийский стал А. Д. Никаноров, ранее занимавший пост начальника локомотивной службы дороги. 19 декабря 2002 года, спустя месяц после происшествия на Балтийском вокзале, на соседнем Варшавском вокзале (расстояние между ними всего около полукилометра) были проведены первые испытания путевого энергопоглощающего упора, служащего для предотвращения выездов составов на перрон при столкновении с тупиковой призмой.

## Причины происшествия
При расследовании комиссия сделала 155 замечаний по качеству ремонта электропоезда. Непосредственными причинами, приведшими к самовольному запуску электропоезда, комиссией названы следующие:
- В вагоне 128009 в аппаратном шкафу кабины машиниста на рейке с проводами стояла непредусмотренная схемой перемычка между проводами 15 (+ аккумуляторной батареи) и 2 (питание линейных контакторов).
- В пульте управления провод 15Ю («плюс» сигнальных ламп) незаизолированным свободно лежал на корпусе.
- На одном из моторных вагонов у провода 12А (цепь питания электропневматического вентиля реверсора положения «Назад») была повреждена изоляция, а сам он касался рамы.
- Провод 9 («минус» цепей управления тягой) из-за слабого крепления касался крышки корпуса вентиля реверсора положения «Назад».
- Провод 30 (общий «минус») касался трубы, в которой проходили провода освещения первой тележки вагона.

В результате 9 и 30 провода оказались электрически соединены через корпус, тем самым собрав минусовую цепь в обход контроллера машиниста. Наиболее вероятно, что при очередном включении мотор-компрессоров из-за падения давления в напорной магистрали при проверке пневматического оборудования, а также из-за различных утечек, в пульте провод 15Ю из-за возникшей вибрации коснулся своим наконечником корпуса, тем самым через корпус, несмотря на некоторое закорачивание с проводом 30, дав питание на провод 12А. Таким образом, собралась схема включения вентиля «Назад», что привело к включению в соответствующее положение реверсора. По злой иронии, данный моторный вагон находился задним концом к вокзалу. Перевод реверсора «Назад» при уже замкнутых из-за перемычки между проводами 2 и 15 линейных контакторах и быстродействующем выключателе привёл к замыканию мостовых контакторов и собиранию силовой схемы на «маневровое» положение, что и привело к движению электропоезда.

## Суд
19 января 2004 года в городском суде Санкт-Петербурга началось рассмотрение дела об аварии на Балтийском вокзале, но из-за неявки одного из обвиняемых, было перенесено на 2 февраля. Обвиняемыми рассматривались машинист Николай Бугаев (46 лет) и слесарь 6-го разряда Николай Шапичев (43 года). Уголовное дело было возбуждено по статье 263 часть 3 «Нарушение правил безопасности движения и эксплуатации железнодорожного транспорта, повлекшее по неосторожности смерть двух и более лиц» УК РФ.
Прокурор Алексей Бундин настаивал на сроках лишения свободы 5 лет для Бугаева и 4 года для Шапичева. Защита обвиняемых настаивала на проведении дополнительной экспертизы, указывая, что их подзащитные стали заложниками сложившейся системы. В частности, адвокат Шапичева Борис Кириченко заявил:
Много вопросов вызывает заключение технической экспертизы, кроме того, оно носит лишь предположительный характер. Не доказано, что есть причинная связь между нарушениями, допущенными Шапичевым и Бугаевым, и наступившими последствиями… Там целый клубок нарушений. Вся система работает с нарушениями. Ведь Шапичев вынужден был соединить схему напрямую, потому что не хватало запчастей.
Сам Шапичев свою вину признал частично, указывая на забытую им в шкафу перемычку. А Бугаев вину признавать отказался, заявив:
Мои действия не представляли опасности, так как я предупредил Шапичева об уходе, закрыл кабину и затормозил состав.
19 декабря 2005 года суд признал виновными Шапичева и Бугаева, приговорив первого к 2 годам лишения свободы, а второго к 3. Бугаев был взят под арест прямо в здании суда, а Шапичев, из-за ряда опозданий, был арестован ещё 7 декабря того же года на предыдущем судебном заседании.

## Дальнейшая судьба электропоезда
В происшествии были повреждены 2 вагона: головной прицепной 128001 и промежуточный моторный 128010. Их восстановили в объёме текущего ремонта, после чего электропоезд был передан обратно в депо Санкт-Петербург-Финляндский, где работал на направлениях от Финляндского вокзала. Из-за происшествия состав носил в депо неофициальное название «Машина смерти». 25 июня 2007  года ЭР2-1280 стал участником ещё одного происшествия, когда на переезде у станции Васкелово в его 6-й вагон врезался легковой автомобиль «Жигули». Водитель погиб на месте, а пассажирка получила травмы средней тяжести. В ноябре 2010 года, то есть спустя ровно 8 лет после аварии, ЭР2-1280 был отставлен от эксплуатации и списан (головные вагоны списаны в июне 2011 года).